# Secció d'hoquei sobre patins de l'Sport Lisboa e Benfica
La secció d'hoquei patins del Benfica forma part d'un dels esports en el qual el club competeix professionalment i és una de les seccions més antigues de l'entitat. Disposa tant d'equip masculí com d'equip femení, estant ambdós a la màxima categoria nacional i sent tots dos un dels millors equips a nivell internacional.

## Equip masculí
L'equip masculí és considerat un dels millors equips d'hoquei patins a nivell mundial. A nivell portuguès, és, amb 24 lligues, junt amb el FC Porto, l'equip que més vegades ha guanyat el Campionat Nacional 1a Divisió, alhora que disposa d'un dels millors palmarès de Portugal s'hi afegim títols de copa i supercopa, entre d'altres.
A nivell internacional, cal destacar que ha guanyat en dues ocasions la Copa d'Europa, concretament l'any 2013 guanyant a la final disputada al Dragão Caixa al FC Porto i l'any 2016 guanyant a la final al UD Oliveirense. No obstant, ha estat finalista d'aquesta competició en cinc ocasions, els anys 1969, 1973, 1980, 1993 i 1995.
A nivell internacional també ha guanyat en dues ocasions la Copa de la CERS, l'any 1991 enfront el Reus Deportiu a la final a doble partit i l'any 2011 enfront el CP Vilanova en una final a partit únic a Vilanova i la Geltrú.

### Palmarès masculí

#### Internacional
- 2 Copes d'Europa (2012/13, 2015/16)[1][2]
- 2 Copes de la CERS (1990/91, 2010/11)
- 3 Copes Continentals (2011, 2013, 2016)
- 2 Copa Intercontinental (2013, 2017)
- 1 Torneig Ciutat de Vigo (2007/08)
- 1 Copa de les Nacions (1961-62)

#### Nacional
- 24 Lligues de Portugal (1950/51, 1951/52, 1955/56, 1956/57, 1959/60, 1960/61, 1965/66, 1966/67, 1967/68, 1969/70, 1971/72, 1973/74, 1978/79, 1979/80, 1980/81, 1991/92, 1993/94, 1994/95, 1996/97, 1997/98, 2011/12, 2014/15, 2015/16, 2022/23)
- 14 Copes de Portugal (1977/78, 1978/79, 1979/80, 1980/81, 1981/82, 1990/91, 1993/94, 1994/95, 1999/00, 2000/01, 2001/02, 2009/10, 2013/14, 2014/2015)
- 8 Supercopes de Portugal (1993, 1995, 1997, 2001, 2002, 2010, 2012, 2022)
- 3 Elite Cup (2017, 2023, 2024)
- 6 Campionats Metropolitans de Portugal (1966/67, 1967/68, 1969/70, 1971/72, 1972/73, 1973/74)

### Jugadors destacats
- Jordi Adroher[3]
- Pau Bargalló
- Albert Casanovas[4]
- António Livramento
- Carlos López
- Lucas Ordoñez
- Ricardo Pereria
- Rui Lopes
- João Rodrigues
- Marc Torra
- Guillem Trabal[5]

## Equip femení
L'equip femení existeix des de la temporada 2012-13 i actualment disputa la màxima categoria estatal del hoquei sobre patins femení portuguès, essent l'equip amb un nombre més gran de títols, no tan sols de Lliga, sinó també de Copa i Supercopa.
A nivell internacional, han estat guanyadores de la Copa d'Europa l'any 2015, derrotant a la final disputada a Manlleu al US Coutras Rink Hockey, si bé l'any 2018 van ser finalistes, caient derrotades a la final disputada a Lisboa enfront el Telecable HC.

### Palmarès femení
- 1 Copa d'Europa (2014-15)
- 9 Lligues de Portugal (2012-13, 2013-14, 2014-15, 2015-16, 2016-17, 2017-18, 2018-19, 2020-21, 2021-22)
- 8 Copes de Portugal (2013–14, 2014-15, 2015-16, 2016-17, 2017-18, 2018-19, 2020-21, 2021-22)
- 8 Supercopes de Portugal (2013, 2014, 2015, 2016, 2017, 2018, 2019, 2021)

### Jugadores destacades
- Marlene Sousa